# Lambda Serpentis
Lambda Serpentis (λ Ser) – gwiazda w gwiazdozbiorze Węża, odległa o około 39 lat świetlnych od Słońca.

## Charakterystyka obserwacyjna
Lambda Serpentis to gwiazda widoczna gołym okiem, położona w Głowie Węża (zachodniej części gwiazdozbioru). Znajduje się około stopień na północ-północny zachód od najjaśniejszej w konstelacji gwiazdy Alfa Serpentis.
Gwiazda zbliża się obecnie do Układu Słonecznego i za 172 tysiące lat minie go w odległości 2,43 pc (7,93 ly), stając się gwiazdą pierwszej wielkości gwiazdowej.

## Charakterystyka fizyczna
Lambda Serpentis to żółty karzeł, gwiazda ciągu głównego podobna do Słońca, należąca do typu widmowego G0. Gwiazda jest nieco masywniejsza od Słońca, jej masa to 1,275 M☉.

### Układ planetarny
Lambda Serpentis ma jedną znaną planetę, odkrytą w 2021 roku. Ma ona masę podobną do Neptuna i krąży po ciasnej orbicie, z okresem obiegu 15,5 doby.
| Towarzysz | Masa minimalna   | Okres orbitalny [ d ]  | Półoś wielka [ au ] | Ekscentryczność |
| b         | 13,6 +1,5−1,4 M🜨 | 15,5083 +0,0016−0,0018 | 0,1238 ± 0,0020     | 0,16 +0,11−0,10 |